# Almindelig Orangekantarel
Almindelig Orangekantarel (Hygrophoropsis Aurantiaca), også kendt som falsk kantarel, er en svamp i Orangekantarel-familien.

## Forveksling
Svampen er bedst kendt for sin lighed med den populære Almindelig Kantarel, men skiller sig dog ud ved at have blade fremfor ribber og en orange farve fremfor en blommegul.
Stokken kan desuden kun være hul ved den Almindelig Orangekantarel og ikke den Almindelig Kantarel. Stokken behøves dog ikke nødvendigvis at være hul og er derfor mere end indikator fremfor en regel.

## Spiselighed
Almindelig Orangekantarel er ikke giftig, men kan dog forårsage maveonde og bør derfor ungåes. Svampens smag betegnes ofte som ikke udpræget og nærmest smagsløs i forhold til de mere eftertragtede kantareller som Almindelig Kantarel og Bleg Kantarel.

## Referanser
1. ↑  AU Ecoscience - Den danske Rødliste - Søg en art
2. 1 2 3 4  Almindelig Orangekantarel (Hygrophoropsis aurantiaca) - Naturbasen
3. 1 2 3  Almindelig Orangekantarel - Shroomi
4. 1 2  Svampe - du kan spise af Jens H. Petersen, 9788702160574, side 93